# Christian Albrecht von Benzon
Christian Albrecht von Benzon (* 11. Juli 1816 in Kopenhagen; † 3. September 1849 in Paris) war ein dänischer Historienmaler.

## Leben
Von Benzons Eltern waren der Kammerjunker und Rittmeister Jacob von Benzon (1759–1842) und dessen zweite Ehefrau, der Opernsängerin Sophie Catherine, geborene Holm (1796–1862). Er studierte von 1833 bis 1836 Porträt- und Historienmalerei an der Kopenhagener Kunstakademie, unter anderem bei dem deutschstämmigen Historienmaler Johann Ludwig Lund. In dieser Zeit entstand sein Bildnis des Dichters Hans Christian Andersen. Anschließend setzte er seine Ausbildung in Düsseldorf fort, wo er 1839 bis 1843 in den Malklassen von Theodor Hildebrandt und Friedrich Wilhelm von Schadow an der Kunstakademie eingeschrieben war. Privat schloss er sich dem norwegischen Maler Adolph Tidemand an, der 1839 sein Porträt malte und bis 1841 ebenfalls Schüler Hildebrandts an der Kunstakademie war. Beide kannten sich bereits vom gemeinsamen Studium in Kopenhagen. In Düsseldorf heiratete von Benzon die Malerin Marie Therese Hubertine Rosalie Cazin. 1845 übersiedelte er nach Paris, wo er sich trotz einiger Achtungserfolge verschuldete. 1848 reiste er letztmals nach Dänemark. Er starb in einem Pariser Schuldgefängnis an der Cholera, erst 33 Jahre alt.
Von Benzon gilt als einzig „wahrer“ Vertreter der Düsseldorfer Malerschule in der dänischen Kunst. 1842 schickte er sein Gemälde Die letzte Beichte, 1844 sein 1843 beendetes Gemälde Die Ermordung des Hl. Knud in der St.Albanskirche in Odense 1086, das als sein wichtigstes Werk gilt, von Düsseldorf nach Dänemark. Aus Paris reichte er 1846 für die Frühjahrsausstellung in Schloss Charlottenborg das Gemälde Normannenführer Hastings erobert eine italienische Stadt durch eine List ein. Für ein weiteres in Paris entstandenes Bild Louis IV. von Frankreich erkennt in Rouen in Gegenwart des Harald Blåtand von Dänemark Richard I. und dessen Nachkommen als Herzöge der Normandie an verlieh ihm Louis-Philippe I. eine Goldmedaille.

## Werke

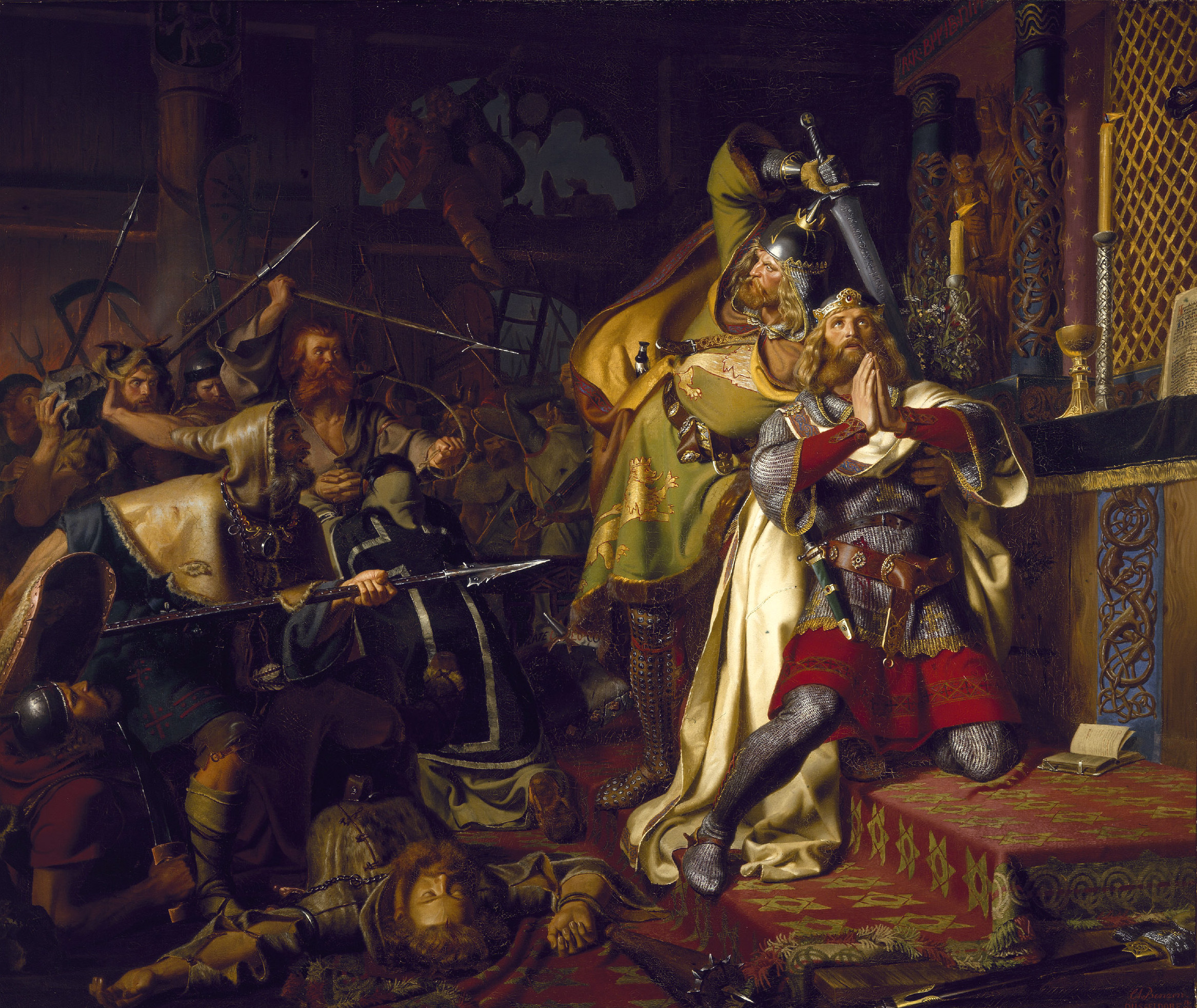
Der Tod Knuts des Heiligen, Gemälde von 1843

- Bildnis Hans Christian Andersen. 1835: Schloss Frederiksborg, Nationalhistorisches Museum.
- Die letzte Beichte (Der Tod des Don Juan), Düsseldorf 1840.
- Die Ermordung des Hl. Knud in der St. Albanskirche in Odense 1086. Düsseldorf 1843.
- Normannenführer Hastings erobert eine italienische Stadt durch eine List. in Paris entstanden; ausgestellt 1846.
- Louis IV. von Frankreich erkennt in Rouen in Gegenwart des Harald Blauzahn von Dänemark Richard I. und dessen Nachkommen als Herzöge der Normandie an. Entstanden in Paris: Rouen, Rathaus.
- Kopf eines Fischers. Auktion Bruun Rasmussen, Kopenhagen, 6. Juni 2011, Nr. 1007.

## Ausstellungen
- Kopenhagen/Schloss Charlottenborg: 1836–38, 1842, 1844, 1846 (insgesamt elf Arbeiten).